# Eurotium aridicola
Eurotium aridicola är en svampart som beskrevs av H.Z. Kong & Z.T. Qi 1995. Eurotium aridicola ingår i släktet Eurotium och familjen Trichocomaceae.   Inga underarter finns listade i Catalogue of Life.